# Mitracarpus eritrichoides
Mitracarpus eritrichoides är en måreväxtart som beskrevs av Paul Carpenter Standley. Mitracarpus eritrichoides ingår i släktet Mitracarpus och familjen måreväxter. Inga underarter finns listade i Catalogue of Life.